# Воробьёв, Алексей Владимирович (военный)
Алексей Владимирович Воробьёв (14 мая 1975, п. Боровуха, Витебская область, Беларусь — 1 марта 2000, высота 776, Чечня, Россия) — гвардии старший лейтенант в составе парашютно-десантного батальона 104-го гвардейского Краснознамённого парашютно-десантного полка 76-й гвардейской воздушно-десантной Черниговской Краснознаменной дивизии, Герой Российской Федерации. Похоронен в Курманаевском районе Оренбургской области.
Есть сын Артём Алексеевич Воробьёв.

## Подвиг
1 марта 2000 года при выполнении боевой задачи на территории Чеченской республики заместитель командира разведывательной роты 104-го гвардейского полка 76-й воздушно-десантной дивизии гвардии старший лейтенант Алексей Воробьёв погиб. За мужество и героизм, проявленные в боях с террористами, удостоен звания Герой Российской Федерации (посмертно).